# Nikołaj Alochin
Nikołaj Aleksandrowicz Alochin (ros. Николай Александрович Алёхин, biał. Мікалай Аляксандравіч Алёхін, Mikałaj Alaksandrawicz Alochin; ur. 26 października 1954 w Mińsku, zm. 8 lipca 2023) – białoruski szablista reprezentujący ZSRR, złoty medalista olimpijski i dwukrotny medalista mistrzostw świata.
Na igrzyskach olimpijskich w Moskwie w 1980 roku reprezentacja ZSRR w składzie: Wiktor Sidiak, Władimir Nazłymow, Wiktor Krowopuskow, Michaił Burcew i Nikołaj Alochin zdobyła złoty medal. W rywalizacji indywidualnej nie wystartował. Był to jego jedyny start olimpijski.
Podczas mistrzostw świata w Montrealu w 1979 roku wspólnie z Władimirem Nazłymowem, Michaiłem Burcewem, Wiktorem Krowopuskowem i Wiktorem Sidiakiem zwyciężył w zawodach drużynowych. W tej samej konkurencji zdobył również srebrny medal na rozgrywanych dwa lata później mistrzostwach świata w Clermont-Ferrand.
Odznaczony medalem „Za pracowniczą wybitność”. Po zakończeniu kariery pracował jako trener.